# Acrocyum sallaei
Acrocyum sallaei är en skalbaggsart som beskrevs av Martin Jacoby 1885. Acrocyum sallaei ingår i släktet Acrocyum och familjen bladbaggar. Inga underarter finns listade i Catalogue of Life.